# マクリーン事件
マクリーン事件（マクリーンじけん）とは、日本における在留外国人の政治活動の自由と在留許可をめぐる事件である。本件は、外国人に対して日本国憲法が保障する人権が、どこまで保障されるのかという点でも指導的な判例とされている。

## 概要
アメリカ合衆国国籍を有する原告ロナルド・アラン・マクリーンは、1959年にハワイ大学を卒業し、ハワイ州立学校の教師、アメリカ船船舶局職員を勤めた後、1966年にアメリカ平和奉仕団の一員として大韓民国に渡り、英語教育に携わった。
その後、マクリーンは在大韓民国日本国大使館で出入国管理令（当時。現・出入国管理及び難民認定法）等による在留資格4-1-16-3（在留期間1年）の上陸許可の証印を受けて、1969年（昭和44年）5月10日に日本に入国した。マクリーンは語学学校で英語教師として勤めて生計を立て、そのかたわらで大学で日本美術や中国絵画を専攻したこともあって、日本の古典音楽に深い興味を持ち、琵琶や琴を習得しようと日本の専門家に師事し、練習や研究を始めた。
そこでマクリーンは、日本での英語教育と琵琶や琴の研究を続ける必要があると思い、1970年（昭和45年）5月1日に1年間の在留期間更新を申請したところ、法務省入国管理局は8月10日に「出国準備期間として5月10日から9月7日まで120日間の在留期間の更新を許可する」との処分を下し。マクリーンはさらに9月8日から1年間の在留期間の再更新を申請したが、入国管理局は9月5日にそれ以上の更新を認めなかった。
在留期間の更新を不許可にした理由は、マクリーンが語学学校に就職するとして入国したのにもかかわらず無届で転職したというものだった。
そこで1970年9月7日に、マクリーンは在留期間更新不許可処分の取消しを求める行政訴訟を起こし、同時に不許可処分の効力停止を申し立てた。在留期間更新申請不許可の理由として法務大臣は、一審において「無届けの転職」に加えて以下の「政治活動への参加」を挙げた。
- 入国まもなくアメリカ合衆国のベトナム軍事介入反対、日米安保条約反対、在日外国人の政治活動に対する日本政府の抑圧反対等を主唱し、これらの政治活動を目的とする組織「外国人ベ平連」に所属した。
- 1969年6月30日に外国人ベ平連定例集会に参加し、それ以来同年12月22日まで9回にわたり同集会に参加した。
- 1969年7月10日に左派華僑青年等が国鉄新宿駅西口付近において行った出入国管理法粉砕ハンガーストライキを支援するため、その目的等を印刷したビラを通行人に配布した。
- 1969年10月15日及び16日にはベトナム反戦モラトリアムデー運動に参加してアメリカ大使館にベトナム戦争に反対する目的で抗議に赴いた。
- 1969年12月7日に横浜入国者収容所に対する抗議を目的とするデモ行進に参加した。
- 1970年2月15日に朝霞市における反戦放送集会に参加した。
- 1970年3月1日に朝霞市の米軍基地キャンプドレイク付近における反戦デモに参加した。
- 1970年3月15日にベ平連とともに「大泉市民の集い」という集会に参加して反戦ビラを配布した。
- 1970年5月15日に米軍のカンボジア侵入に反対する目的でアメリカ大使館に抗議のため赴いた。
- 1970年5月16日に5・16ベトナムモラトリアムデー連帯日米人民集会に参加してカンボジア介入反対米国反戦デモ行進に参加した。
- 1970年6月14日に代々木公園で行われた安保粉砕労学市民大統一行動集会に参加した。
- 1970年7月4日に清水谷公園で行われた東京動員委員会主催の米日人民連帯米日反戦兵士支援のための集会に参加した。
- 1970年7月7日には羽田空港においてロジャーズ国務長官来日反対運動を行った。

1973年3月7日、東京地方裁判所は在留期間の更新許可につき、法務大臣が相当広汎な裁量権を有することを認めながら、その裁量権は憲法その他の法令上、一定の制限に服し、本件の法務大臣の処分は社会観念上著しく公平さ、妥当さを欠き、日本国憲法の国際協調主義および基本的人権保障の理念に鑑み、裁量の範囲を逸脱する違法の処分であるとして、原告の請求を認容し、法務大臣の処分を取り消した。これに対し国側が控訴。
1975年9月25日、東京高等裁判所は法務大臣は更新を適当と認めるに足る相当の理由があるときにこれを許可すれば足り、その際の判断は自由な裁量に任せられており、在留期間中の政治活動を消極的資料とすることも許されるとして一審を取り消し、原告の請求を棄却した。これに対しマクリーン側が上告。
1978年10月4日、最高裁判所大法廷は「憲法上、外国人はわが国に入国する自由を保障されている者ではないことは勿論、在留の権利ないし引き続き在留することを要求し得る権利を保障しているものでもない」「出入国管理令の規定の仕方は法務大臣に一定の期間ごとに当該外国人の在留中の状況、在留の必要性・相当性等を審査して在留の許否を決定させようとする趣旨であり更新事由の有無の判断を法務大臣の裁量に任せ、その裁量を広汎なものとする趣旨である」「基本的人権の保障は権利の性質上日本国民のみをその対象としていると解されるものを除き、我が国に在留する外国人に対しても等しく及ぶものと解すべきであり、我が国の政治的意思決定又はその実施に影響を及ぼす活動等外国人の地位に鑑みこれを認めることが相当でないと解されるものをのぞき、その保障に及ぶ。しかし、外国人に対する憲法の基本的人権の保障は外国人在留制度の枠内で与えられているに過ぎない。すなわち在留期間の憲法の基本的人権の保障を受ける行為を在留期間の更新の際に消極的な事情として斟酌されないことまでの保障が与えられているものと解することは出来ず、法務大臣の本件処分を違法であると判断するは出来ない」として、上告を棄却した。
最高裁判決後の1978年10月31日、マクリーンは離日した。